# Messerschmitt Me 321 Gigant
Messerschmitt Me 321 Gigant – niemiecki ciężki szybowiec transportowy, używany na froncie wschodnim w latach 1941-1943. Był, obok opartego na nim Messerschmitta Me 323, największym statkiem powietrznym II wojny światowej.

## Historia powstania i rozwoju
Po przegranej w bitwie o Anglię pod koniec 1940 i odwołaniu operacji desantowej „Seelöwe”, niemieccy stratedzy zdali sobie sprawę, że ewentualna przyszła inwazja wymagać będzie zmasowanego i szybkiego dostarczenia sprzętu i żołnierzy na pole walki. Doświadczenia z wykorzystaniem szybowców transportowych DFS 230 m.in. podczas zajmowania belgijskich fortów w maju 1940 zadecydowały o stworzeniu koncepcji olbrzymiego szybowca transportowego zdolnego do transportu ciężkiego sprzętu – czołgów, dział pancernych, ciągników gąsienicowych itp. lub pododdziału piechoty z wyposażeniem. Zadanie budowy szybowca przedstawiono zakładom Messerschmitta i Junkersa. W krótkim czasie obie firmy przedstawiły plany konstrukcyjne i prototypy.
Projekt Junkersa, Ju 322 Mammut, nawiązujący kształtem do latającego skrzydła, odznaczał się całkowicie drewnianą konstrukcją. Kadłub szybowca Messerschmitta, oznaczony początkowo jako Me 263, później zaś jako Me 321 Gigant, stanowiła stalowa kratownica kryta płótnem. W przedniej części kadłuba znajdowała się otwierana rampa załadowcza, nad nią silnie opancerzona kabina załogi. Podwozie stanowiły 4 amortyzowane płozy pod kadłubem i jedna ogonowa. Przy starcie wykorzystywano odrzucane podwozie o masie 1,2 t. Ładownia o objętości 108 m³ mogła pomieścić ładunek o maksymalnej masie 22 t; w przypadku transportu żołnierzy istniała możliwość montażu dodatkowego międzypokładu. Problem stanowiło znalezienie samolotu zdolnego do holowania tak dużego szybowca, ostatecznie zdecydowano wykorzystać – po zamontowaniu mocniejszych silników, czterosilnikowego Junkersa Ju 90. Dodatkowo pod skrzydłami Me 321 montowano dwa lub cztery silniki rakietowe odrzucane po starcie. Szybowiec zdolny był do transportu zamiennie: czołgu PzKpfw III lub IV, działa przeciwlotniczego Flak 88 mm wraz z ciągnikiem, dwóch samochodów ciężarowych z ładunkiem lub 200 żołnierzy z wyposażeniem.
Szybowiec Junkersa okazał się nieudany, przerwano więc całkowicie prace nad jego projektem, niszcząc dokumentację i konstrukcje znajdujące się w różnych fazach budowy. W tym czasie zakłady Messerschmitta oprócz prototypu budowały 11 szybowców serii informacyjnej i 62 egzemplarze seryjne. W związku z niedoborem samolotów Ju 90 zaczęto wykorzystywać do holowania zespół trzech samolotów Messerschmitt Bf 110 (tzw. Troika), później samoloty Ju 290, a nawet, dzięki połączeniu dwóch bombowców Heinkel He 111 i dodaniu do tego zestawu 5 silnika, skonstruowano 11 egzemplarzy samolotu holowniczego He 111Z (Zwilling – Bliźniak).

## Wersje
Produkowano dwie wersje seryjne: Me321A-1 (100 do końca lata 1941) oraz Me 321B-1, w której dodano drugiego pilota i zdublowano układ sterowniczy. W późniejszych egzemplarzach montowano również dwa karabiny maszynowe MG 15 w przedniej części kadłuba. Do końca 1941 zbudowano 86 szybowców drugiej serii, a z początkiem 1942 kolejne 144.
Doświadczenia z eksploatacją szybowców Me 321 wykazały wiele ich wad – trudności ze sterowaniem, holowaniem, a zwłaszcza z obsługą naziemną wymagającą odpowiednich ciągników i dźwigów oraz powrotem na lotnisko bazowe (konieczność dostarczania pomocniczych silników startowych). Wszystko to zdecydowało, że ich potencjał transportowy był wykorzystywany jedynie w znikomym zakresie i zazwyczaj traktowane były jako maszyny jednorazowego użytku. Rozpoczęto więc próby z wyposażaniem szybowców we własny napęd, w wyniku których powstał samolot transportowy Messerschmitt Me 323 Gigant.

## Służba
Me 321 Gigant powstał jako szybowiec przeznaczony do działań desantowych, nigdy jednak nie pełnił takiej funkcji. Po przekazaniu w lecie 1941 gotowych maszyn Luftwaffe, planowano przemieścić je do Francji w ramach przygotowań do inwazji na Wyspy Brytyjskie, później jednak w związku z inwazją na Związek Radziecki (plan Barbarossa) przeniesiono je na front wschodni. Maszyny Grossraumlastenseglegruppe Me 321 (dywizjonu szybowców o dużym udźwigu) wykonywały tutaj loty transportowe, przewożąc paliwo w beczkach, amunicję, a nawet bomby dla bombowców nurkujących. Wskazane wcześniej niedogodności eksploatacji oraz niekorzystne warunki pogodowe zdecydowały o niewielkim ich wykorzystaniu. Istniały projekty wykorzystania ich do desantu np. na Maltę lub w rejonie Baku, a później do zaopatrywania wojsk niemieckich okrążonych pod Stalingradem. Zanim 11 Me 321 holowanych przez He 111Z dotarło na miejsce, bitwa stalingradzka była już praktycznie przegrana. Po raz ostatni użyto tych szybowców latem 1943.

## Charakterystyka techniczna
- masa ładunku normalna: 20 000 kg
- masa ładunku maksymalna: 22 000 kg
- masa startowa normalna: 34 400 kg
- prędkość maksymalna z ładunkiem: 220 km/h
- długość rozbiegu: 1200 m (za pomocą Troiki i 4 rakiet startowych)
- załoga: 5 os. (Me 321A) lub 6 os. (Me 321B – 2 pilotów, 2 strzelców pokładowych, radiooperator, szef załadunku)
- uzbrojenie: 2 km MG 15 (Me 321A) lub 2-4 (Me 321B).